# Kisielnica dwubarwna

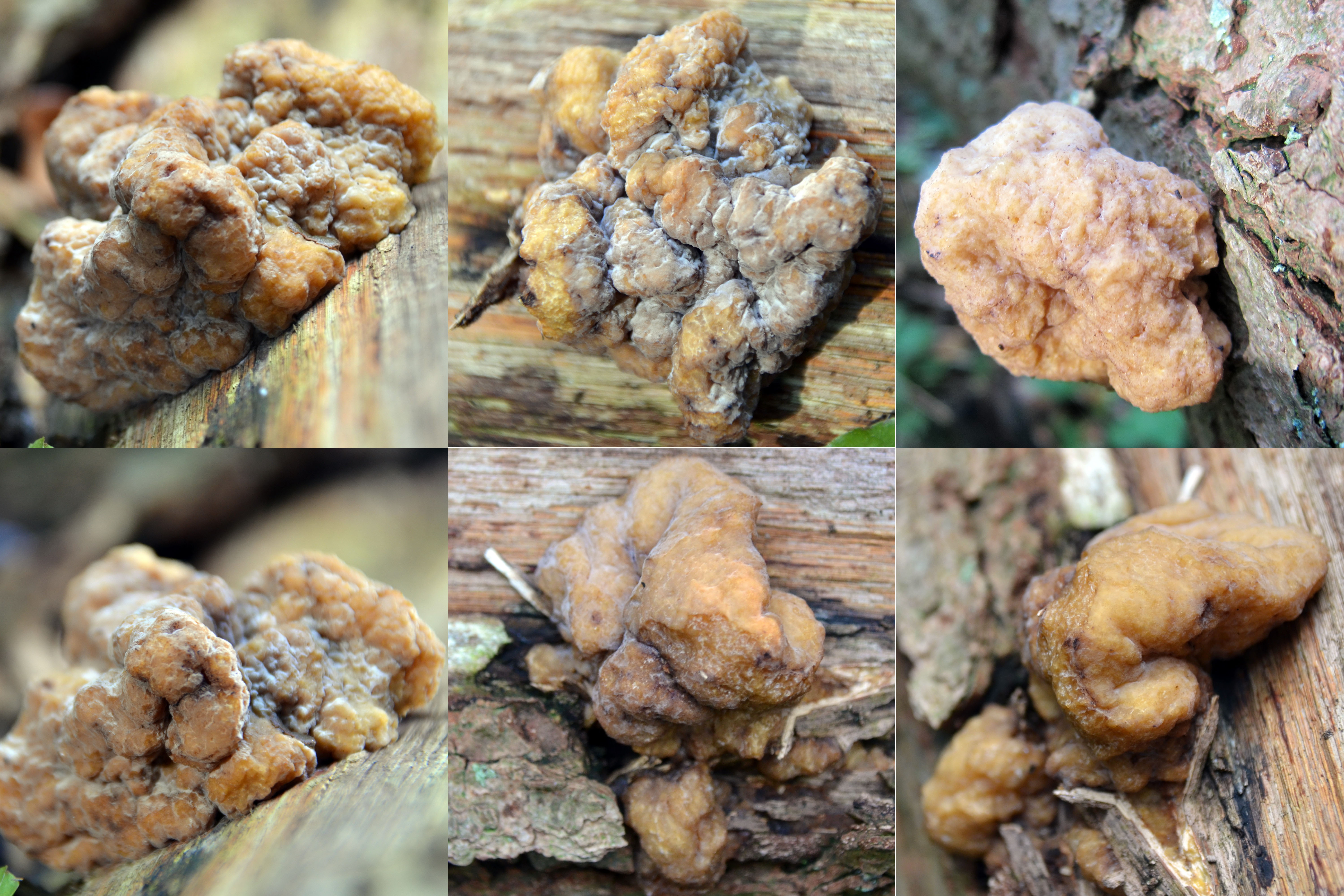

Kisielnica dwubarwna (Exidia cartilaginea S. Lundell & Neuhoff) – gatunek grzybów należący do rodziny uszakowatych (Auriculariaceae).

## Systematyka i nazewnictwo
Pozycja w klasyfikacji według Index Fungorum: Auriculariaceae, Auriculariales, Auriculariomycetidae, Agaricomycetes, Agaricomycotina, Basidiomycota, Fungi.
Synonimy:
- Exidia cartilaginea f. abromeitii Neuhoff 1935
- Exidia cartilaginea S. Lundell & Neuhoff 1935 f. cartilaginea[2].

Nazwę polską zaproponował Władysław Wojewoda w 2003 r., wcześniej (w 1977 r.) używał nazwy kisielec dwubarwny.

## Morfologia
Owocnik
O konsystencji chrząstkowato-galaretowatej. Pojedynczy ma długość do 10 cm, często jednak sąsiednie owocniki zlewają się z sobą tworząc owocniki o długości do 20 cm. Hymenium dwukolorowe; ochrowo-czerwone i oliwkowobrązowe w środku, białawe na obrzeżach. Powierzchnia pomarszczona.
Cechy mikroskopowe
Podstawki o rozmiarach 11–16 × 10–13 μm, ze sterygmami o rozmiarach 60 × 2–3 μm. Bazydiospory o rozmiarach 10–13 × 4–5 μm. Zarodniki konidialne cylindryczne, lekko zagięte, o rozmiarach 5–5 × 2 μm.

## Występowanie
Kisielnica dwubarwna znana jest tylko w Europie. W Polsce gatunek rzadki. Do 2003 r. w piśmiennictwie naukowym podano tylko dwa jej stanowiska, ale w późniejszych latach podano ich wiele (pod nazwą Exidia candida var. cartilaginea). Znajduje się na Czerwonej liście roślin i grzybów Polski. Ma status E – gatunek wymierający.
Nadrzewny saprotrof. Występuje w lasach liściastych na martwym drewnie drzew liściastych; na leżących na ziemi pniach drzew i opadłych gałęziach. W Polsce notowana na drewnie lipy i dębu, w innych krajach na drewnie brzozy.